# Eleonora Rossi Drago
Eleonora Rossi Drago, pseudonimo di Palmina Omiccioli (Genova, 23 settembre 1925 – Palermo, 2 dicembre 2007), è stata un'attrice italiana.
Raggiunse grande notorietà nel cinema degli anni cinquanta e sessanta per le doti recitative e l'intenso fascino e fu diretta da celebri registi italiani; lavorò anche per il teatro e la televisione, interpretando alcuni sceneggiati televisivi, tra cui Padri e figli del 1958.

## Biografia

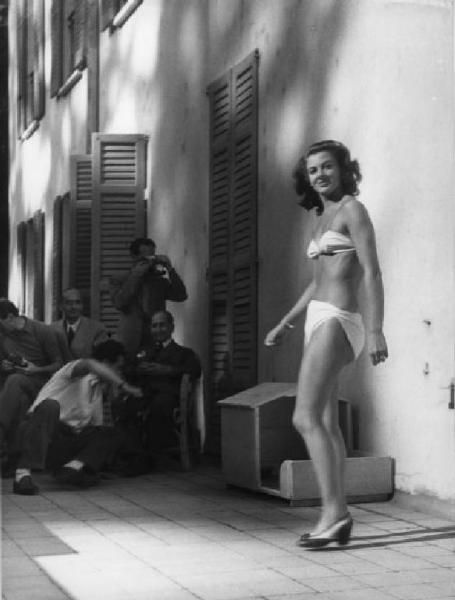
Eleonora Rossi Drago al concorso di Miss Italia 1947

Nacque a Quinto al mare, allora paese nell'hinterland e oggi quartiere di Genova, dal padre marchigiano Serafino Omiccioli, comandante nella marina mercantile, e madre spagnola. Nell'ottobre 1942, appena diciassettenne, si ritrovò incinta e dovette sposarsi precipitosamente. Le nozze furono rimandate di 3 giorni a causa di un furioso bombardamento anglo-americano in corso su Genova. Alcuni mesi dopo, sfollata a Cuneo, partorì la sua unica figlia Fiorella mentre il marito, Cesare Rossi, si unì ai partigiani. A guerra finita lui decise di emigrare in Argentina ma Eleonora si rifiutò di seguirlo e rimase a Genova con la bambina. La coppia si lasciò nel gennaio 1947 ma lei ottenne la separazione soltanto nel 1956.
Inizialmente lavorò come indossatrice e disegnatrice di moda, poi esordì come attrice nella compagnia del Piccolo Teatro nel capoluogo ligure. Nell'estate del 1947 partecipò al concorso di Miss Italia ed era considerata fra le favorite ma, per regolamento, venne esclusa dalla corsa al titolo quando si scoprì che era sposata e madre.
In seguito si trasferì a Roma dove debuttò nel cinema con I pirati di Capri (1949) di Edgar G. Ulmer e Giuseppe Maria Scotese.
Nei primi anni della carriera, con il semplice nome d'arte Eleonora Rossi, prese parte soprattutto a film "di genere" interpretando ruoli convenzionali. Un'occasione per un salto di qualità artistico le si presentò partecipando ai provini di selezione del regista Giuseppe De Santis per il film Non c'è pace tra gli ulivi, ma il ruolo venne affidato a Lucia Bosè. In seguito poté comunque mettere in luce le proprie qualità espressive in pellicole quali Persiane chiuse, Sensualità, Le amiche, Donne sole e La strada lunga un anno in cui spesso fu doppiata.

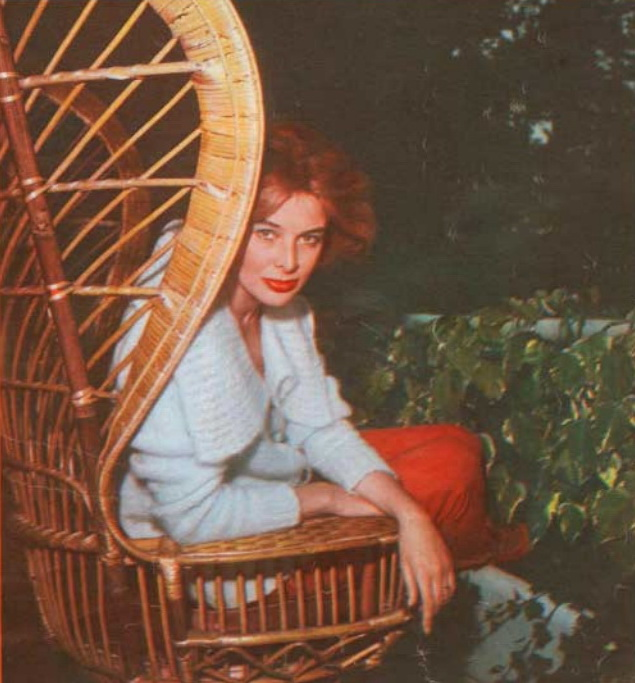
Eleonora Rossi Drago nel 1959

Nel dicembre 1955, per alcune settimane, tornò al teatro di prosa con Zio Vanja di Čechov con la regia di Luchino Visconti e l'interpretazione di Rina Morelli, Paolo Stoppa e Marcello Mastroianni. Dopo Un maledetto imbroglio (1959) di Pietro Germi, interpretò altri due ruoli significativi in Estate violenta (1959) di Valerio Zurlini e in Tiro al piccione (1961) di Giuliano Montaldo, passando per la caratterizzazione della capoufficio occhialuta di Nino Manfredi in L'impiegato (1960) di Gianni Puccini. 
Nel 1960, grazie all'intensa interpretazione dell'irrequieta Roberta Parmesan in Estate violenta, vinse un Nastro d'argento e un premio al festival di Mar del Plata come migliore attrice protagonista.

Eleonora Rossi Drago nel 1954

Negli anni seguenti recitò in molti film a episodi come Il disco volante (1964) di Tinto Brass, L'idea fissa (1964) di Gianni Puccini, Se permettete parliamo di donne (1964) di Ettore Scola e in pellicole commerciali di co-produzione francese, spagnola, tedesca, jugoslava. Inoltre incise su dischi una serie di poesie e brevi testi teatrali. Nel 1963 apparve anche nel film di produzione italo-americana Wounds of Hunger di George Sherman, rimasto inedito in Italia. Ottenne un ultimo ruolo in un film ad alto budget nel 1966, quello della moglie di Lot (interpretato da Gabriele Ferzetti) nel kolossal La Bibbia di John Huston, ma va ricordata anche la sua attività televisiva come interprete di celebri sceneggiati, in particolare La cittadella del 1964, diretto da Anton Giulio Majano. In quegli anni, e con la consueta eleganza, apparve sul piccolo schermo come ospite in varietà televisivi e in caroselli pubblicitari per un noto spumante e una industria tessile torinese, ma anche qui fu sottoposta al doppiaggio.
Nel 1966 accettò l'ingaggio di un settimanale popolare per un fotoromanzo storico a puntate nei panni dell'altera regina Maria Stuarda. 
Nel 1968 tornò al teatro con la scabrosa parte di un'affascinante lesbica quarantenne, al fianco di Olga Villi, ma la commedia di Brunello Rondi, intitolata Shocking, rimase in scena solo pochi giorni. Nello stesso anno comparve con Gabriele Ferzetti nel film L'età del malessere di Giuliano Biagetti, che ebbe scarso successo. 
Da allora la Rossi Drago ricoprì ancora pochi ruoli secondari al cinema e in storie a tinte molto forti. Nel 1970, a soli 45 anni di età, la sua carriera cinematografica si concluse con Nelle pieghe della carne di Sergio Bergonzelli, che fu anche uno degli ultimi film di Anna Maria Pierangeli.
Man mano che la commedia italiana passava dalla narrazione di personaggi garbati allo sketch sensuale con toni spesso grossolani, l'espressione sofisticata e i tratti nobili di Eleonora Rossi Drago non suscitavano più l'interesse di registi e produttori, nonostante l'affetto del pubblico. L'attrice affrontò un crescente isolamento professionale e cadde in un profondo stato depressivo. Nel 1969 si fidanzò con l'ingegnere siciliano Domenico La Cavera e nel novembre 1971, poche settimane dopo essere diventata nonna, tentò il suicidio con il gas ma fu salvata dal compagno che sposò nel 1973 a Palermo. Con il secondo matrimonio, la Rossi Drago trovò finalmente la serenità e abbandonò senza rimpianti il mondo dello spettacolo, con un'unica piccola eccezione: nel 1989 collaborò, assieme a Claudia Cardinale e Claudio Gora, al documentario The Brute and the Beautiful. di John Jeremy - su testi di Ennio De Concini e Alfredo Giannetti - dedicato alla figura del jazzista Ben Webster.
L'attrice è deceduta nel 2007, all'età di 82 anni, nella sua casa di Palermo.

## Filmografia

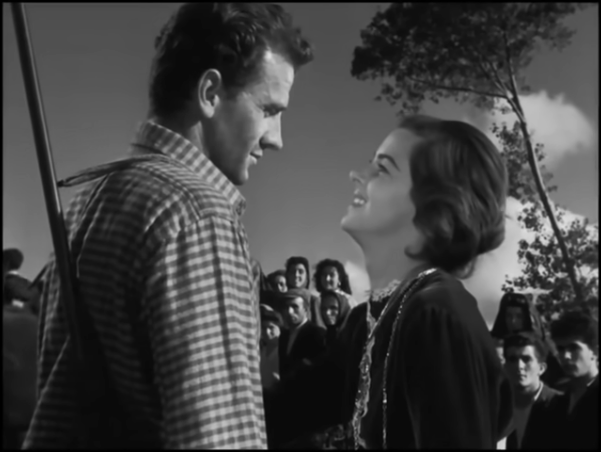
Eleonora Rossi Drago con Massimo Girotti nel film Altura (1949)

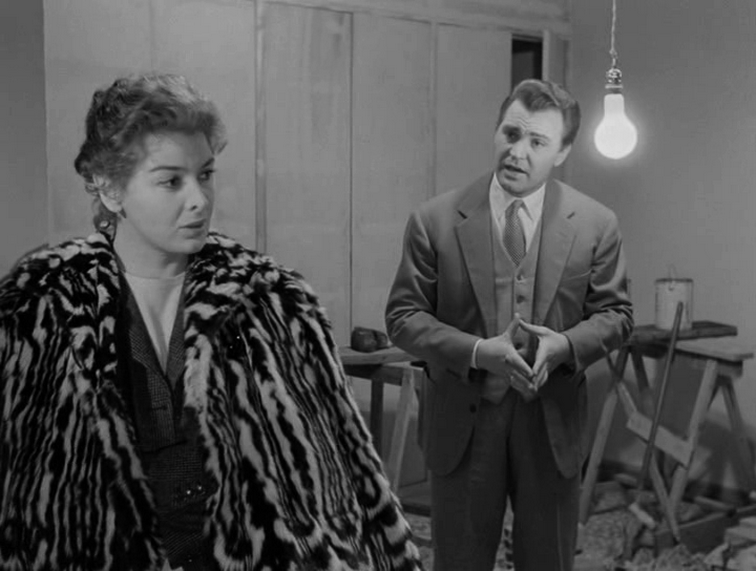
Eleonora Rossi Drago con Franco Fabrizi nel film Le amiche (1955)

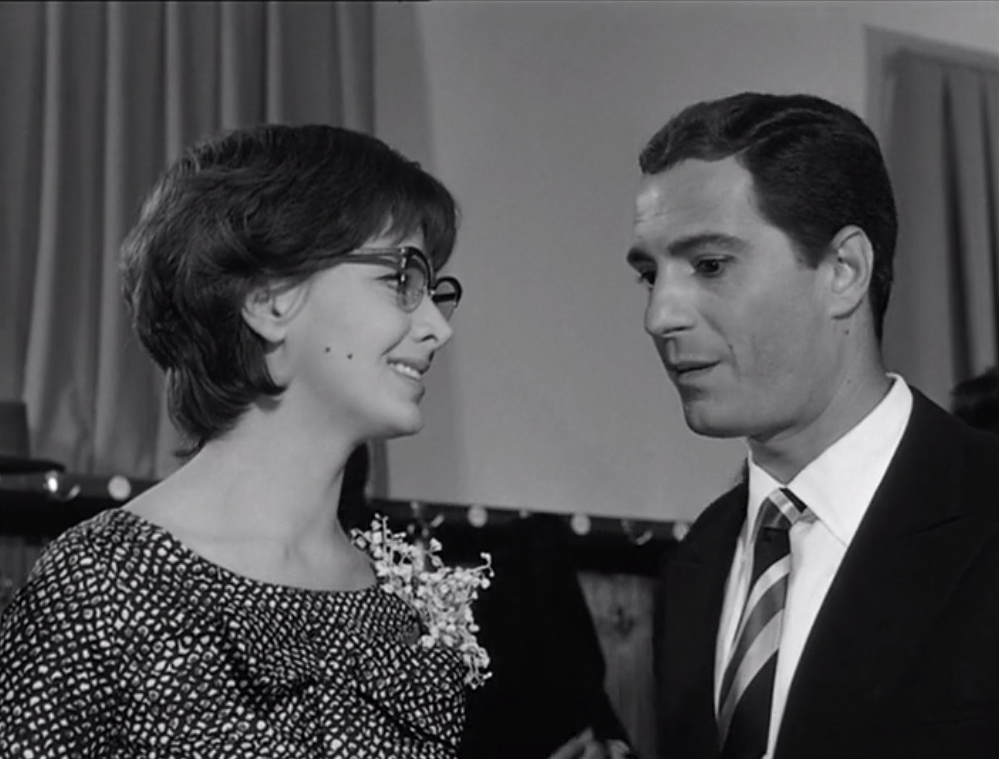
Eleonora Rossi Drago con Nino Manfredi nel film L'impiegato (1960)

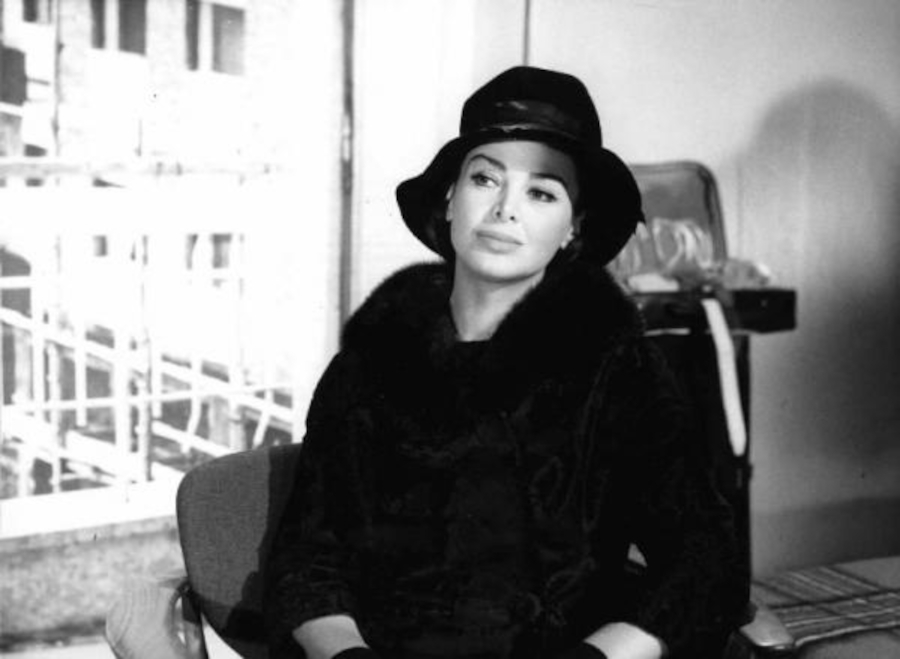
Eleonora Rossi Drago in Anima nera di Roberto Rossellini (1962)

### Cinema
- I pirati di Capri, regia di Giuseppe Maria Scotese (1949)
- Altura, regia di Mario Sequi (1949)
- Gli spadaccini della serenissima (Black Magic), regia di Gregory Ratoff (1949)
- Due sorelle amano, regia di Jacopo Comin (1950)
- Persiane chiuse, regia di Luigi Comencini (1951)
- Sensualità, regia di Clemente Fracassi (1951)
- Verginità, regia di Leonardo De Mitri (1951)
- L'ultima sentenza, regia di Mario Bonnard (1951)
- Tre storie proibite, regia di Augusto Genina (1952)
- La fiammata, regia di Alessandro Blasetti (1952)
- Schiavitù, regia di Yves Ciampi (1952)
- La tratta delle bianche, regia di Luigi Comencini (1952)
- I sette dell'Orsa maggiore, regia di Duilio Coletti (1953)
- Vestire gli ignudi, regia di Marcello Pagliero (1954)
- Il caso Maurizius, regia di Julien Duvivier (1954)
- Destini di donne, regia di Marcello Pagliero (1954)
- Le amiche, regia di Michelangelo Antonioni (1955)
- Il prezzo della gloria, regia di Antonio Musu (1955)
- Donne sole, regia di Vittorio Sala (1956)
- Kean - Genio e sregolatezza, regia di Vittorio Gassman (1956)
- Suor Letizia - Il più grande amore, regia di Mario Camerini (1956)
- Tutti possono uccidermi, regia di Henri Decoin (1957)
- La strada lunga un anno, regia di Giuseppe De Santis (1958)
- Agli ordini del re, regia di Georges Lampin (1958)
- La grana, regia di Maurice Cloche (1959)
- Dagli Appennini alle Ande, regia di Folco Quilici (1959)
- Estate violenta, regia di Valerio Zurlini (1959)
- Un maledetto imbroglio, regia di Pietro Germi (1959)
- Vacanze d'inverno, regia di Camillo Mastrocinque (1959)
- L'impiegato, regia di Gianni Puccini (1960)
- David e Golia, regia di Ferdinando Baldi e Richard Pottier (1960)
- La mano rosa (Die rote Hand), regia di Kurt Meisel (1960)
- Sotto dieci bandiere, Regia di Duilio Coletti (1960)
- La garçonnière, regia di Giuseppe De Santis (1960)
- Accordo finale, regia di Wolfgang Liebeneiner (Schlußakkord) (1960)
- Caccia all'uomo, regia di Riccardo Freda (1961)
- Tiro al piccione, regia di Giuliano Montaldo (1961)
- I Don Giovanni della Costa Azzurra, regia di Vittorio Sala (1962)
- Ipnosi, regia di Eugenio Martín (1962)
- Anima nera, regia di Roberto Rossellini (1962)
- Il terrore di notte, regia di Harald Reinl (1962)
- L'amore a vent'anni (episodio di Renzo Rossellini) (1962)
- Rosmunda e Alboino, regia di Carlo Campogalliani (1963)
- Tempesta su Ceylon, regia di Giovanni Boccardi (1963)
- Wounds of Hunger, regia di George Sherman (1963) - inedito in Italia
- Il disco volante, regia di Tinto Brass (1964)
- L'ultima carta, episodio di L'idea fissa, regia di Mino Guerrini (1964)
- Il vedovo bianco, episodio di Amore facile, regia di Gianni Puccini (1964)
- Se permettete parliamo di donne, regia di Ettore Scola (1964)
- Il treno del sabato, regia di Vittorio Sala (1964)
- La capanna dello zio Tom, regia di Géza von Radványi (1965)
- Il delitto di Anna Sandoval, regia di Josè Antonio Nieves Conde (1965)
- Il plenilunio, episodio di Io uccido, tu uccidi, regia di Gianni Puccini (1965)
- Il colpo del leone, episodio di Su e giù, regia di Mino Guerrini (1965)
- Assassinio made in Italy, regia di Silvio Amadio (1965)
- La Bibbia, regia di John Huston (1966)
- Mano di velluto regia di Ettore Fecchi (1966)
- El Último sábado, regia di Pedro Balaña (1967) - inedito in Italia
- L'età del malessere, regia di Giuliano Biagetti (1968)
- Camille 2000, regia di Radley Metzger (1969)
- Gli angeli del 2000, regia di Honil Ranieri (1969)
- Il dio chiamato Dorian, regia di Massimo Dallamano (1970)
- Nelle pieghe della carne, regia di Sergio Bergonzelli (1970)

### Televisione
- Il Musichiere (1958) ospite in una puntata del quiz
- Padri e figli, regia di Guglielmo Morandi (1958) (sceneggiato TV in 4 puntate)
- La cittadella, regia di Anton Giulio Majano (sceneggiato TV - 3 episodi) (1964)
- Johnny 7 (1964) ospite in una puntata del programma musicale
- Tavole separate regia di Enrico Colosimo (1967) (sceneggiato TV)
- Diritto di cronaca  regia di Vittorio Sala (1969) (sceneggiato TV)
- D'Artagnan (1969) (miniserie per la TV francese - 2 episodi)

#### Pubblicità
Eleonora Rossi Drago inoltre partecipò ad alcune serie della rubrica pubblicitaria televisiva Carosello:
- nel 1960, 1961 e 1962 pubblicizzò con Toni Ucci l'Asti Spumante Gancia;
- dal 1964 al 1967 le confezioni femminili Cori del Gruppo Finanziario Tessile.

## Discografia parziale

### Singoli
- La signora dalle Camelie (Compagnia Internazionale del Disco, PA 9011, 7"), scena recitata da Eleonora Rossi Drago e Corrado Pani, con musiche di Verdi.
- Lettere di Eleonora Duse, recitate da Eleonora Rossi Drago (Istituto Internazionale del Disco, PA 9005, 7") con musiche di Čajkovskij.
- Lettere d'amore di Chopin, recitate da Eleonora Rossi Drago e Paolo Ferrari (Istituto Internazionale del Disco, PA 9001, 7") con musiche di Chopin.
- La Stella Di Natale (di Garinei-Giovannini-Rascel), incisa da Eleonora Rossi Drago nel 1966 e inclusa nel 33 giri Buon Natale all'Italiana (Durium).

## Doppiatrici
- Lydia Simoneschi in Persiane chiuse, Verginità, Sensualità, La fiammata, Donne sole, Il prezzo della gloria, Agli ordini del Re, Un maledetto imbroglio, Dagli Appennini alle Ande, David e Golia, Rosmunda e Alboino
- Rina Morelli in La tratta delle bianche, Vestire gli ignudi, L'impiegato
- Adriana De Roberto in I sette dell'Orsa Maggiore, Ipnosi, La capanna dello zio Tom
- Benita Martini in Caccia all'uomo, Io uccido, tu uccidi
- Rosetta Calavetta in Il delitto di Anna Sandoval
- Andreina Pagnani in Anima nera
- Cristina Grado in Nelle pieghe della carne